# حسین روزبهی
حسین روزبهی (زادهٔ ۱۳۲۶ در بندر ترکمن) نمایندهٔ حوزهٔ انتخابیهٔ ساری در دورهٔ ششم مجلس شورای اسلامی بوده‌است.